# Bony de Salambó
El Bony de Salambó és una muntanya de 1.857 metres que es troba entre els municipis d'es Valls de Valira, a la comarca de l'Alt Urgell i de Farrera, a la comarca del Pallars Sobirà.